# Stan Getz with guest artist Laurindo Almeida
Stan Getz with guest artist Laurindo Almeida est un album de cool jazz et de bossa nova enregistré en 1963 par le saxophoniste américain Stan Getz avec le guitariste brésilien Laurindo Almeida.

## Historique

### Contexte
La bossa nova est essentiellement une samba plus souple avec des ajouts venant du jazz.
Développée au Brésil par des musiciens comme João Gilberto, Antônio Carlos Jobim et Luiz Bonfá, la bossa nova a pris un essor populaire aux États-Unis avec une vitesse étonnante, le boom de la bossa nova aux USA étant lancé principalement par Stan Getz en 1962 avec l'album Jazz Samba, réalisé avec le guitariste Charlie Byrd et contenant le tube Desafinado. Même le grand ténor Coleman Hawkins prend le train en marche, avec son album Desafinado en 1963.
Mais le guitariste brésilien qui s'illustre sur cet album, Laurindo Almeida, avait précédé de plusieurs années la naissance de la bossa nova. Avec l'album Laurindo Almeida Quartet featuring Bud Shank enregistré en 1953-1954, Laurindo Almeida et Bud Shank méritent en effet d'être reconnus comme les pionniers de la fusion de la musique brésilienne et du jazz et comme les premiers musiciens de jazz à avoir joué des sambas brésiliennes, cinq ans avant Antônio Carlos Jobim, cofondateur de la bossa nova, et huit ans avant les premiers morceaux de bossa nova américaine de Dizzy Gillespie, Herb Ellis et Herbie Mann à l'automne 1961 et le fameux album au succès planétaire Jazz Samba enregistré en 1962 par Charlie Byrd et Stan Getz,,,,. L'album Laurindo Almeida Quartet featuring Bud Shank est connu actuellement sous le titre Brazilliance.
Quant à Stan Getz, il a enregistré le présent album seulement trois semaines après sa rencontre avec Luiz Bonfá et deux jours après les sessions Getz/Gilberto.

### Enregistrement, production et publication
L'album, produit par Creed Taylor, est enregistré le 21 mars 1963 au Webster Hall à New York.
Il sort en 1963 en disque vinyle long play (LP) sur le label Verve Records sous la référence V6-8665,.
La notice originale du LP (original liner notes) est de la main de James T. Maher,, auteur de nombreuses notices de pochette sur des albums de jazz, surtout dans les années 1960. Le graphisme est l'œuvre d'Alberta Hutchinson et d'Acy Lehman,.
L'album est réédité à de nombreuses reprises en disque vinyle LP de 1966 à 2014 par les labels Verve, MGM, Speakers Corner Records et Doxy.
Il est ensuite réédité en CD à plusieurs reprises par les labels Verve et Universal de 1984 à 2017,.

## Accueil critique
James T. Maher, auteur de la notice originale du LP (original liner notes), estime que cet album « est simplement pour le plaisir... une séance détendue et aimable remplie d'une musique d'une grande beauté ». « La variation constante des couleurs, tant de Getz que d'Almeida, donne à ce programme une palette changeante de sonorités qui accroît le plaisir depuis la première note jusqu'au dernier écho du son dans le studio ». Et Maher de conclure : « La beauté persistante de la mélodie brésilienne se maintient dans le jeu de bons musiciens qui veulent vous faire entendre la beauté du son de la chanson ».
Le site AllMusic attribue 4½ étoiles à l'album Stan Getz with guest artist Laurindo Almeida.
Le critique musical Richard S. Ginell d'AllMusic souligne que « Le producteur Creed Taylor a évidemment battu le fer tant qu'il était chaud, en participant à autant de sessions brésiliennes que possible, mais la qualité de la musique est toujours restée merveilleuse ». Et de conclure « Des sessions comme celles-ci auraient pu être perçues comme tirant profit du boom à l'époque, mais à long terme, il faut se réjouir que ces musiciens aient enregistré tant de matériel précieux ».

## Liste des morceaux

### Édition originale
| 1.    | Minina Moca (Young Lady) | Luiz Antonio                     | 5:41 |
| 2.    | Once Again (Outra Vez)   | Antônio Carlos Jobim             | 6:42 |
| 3.    | Winter Moon              | Laurindo Almeida / Portia Nelson | 5:21 |
| 4.    | Do What You Do, Do       | Laurindo Almeida / Jeanne Taylor | 4:35 |
| 5.    | Samba Da Sahra           | Laurindo Almeida                 | 4:54 |
| 6.    | Maracatu-Too             | Laurindo Almeida / Stan Getz     | 5:00 |
| 37:14 |                          |                                  |      |

### Bonus track (rééditions CD)
| No | Titre     | Auteur               | Durée |
| -- | --------- | -------------------- | ----- |
| 7. | Corcovado | Antônio Carlos Jobim | 5:20  |

## Musiciens
- Stan Getz : saxophone ténor
- Laurindo Almeida : guitare
- George Duvivier : contrebasse
- Edison Machado : batterie
- Jose Soorez : batterie
- Dave Bailey : batterie
- Luiz Parga : percussions
- Jose Paulo : percussions